# Kef Kalesi
Koordinaten: 38° 50′ 0,7″ N, 42° 43′ 8,2″ O

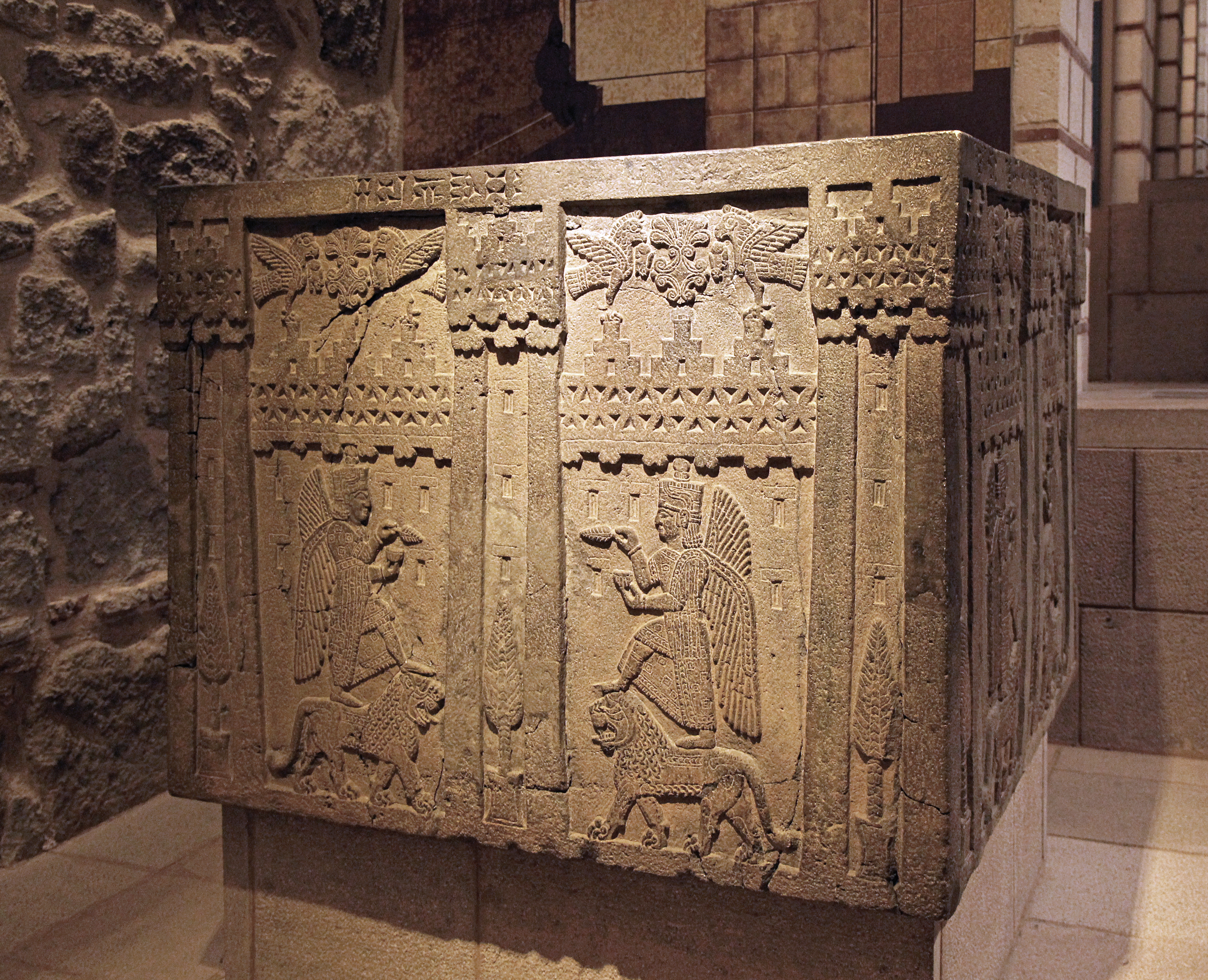
Urartäisches Säulenelement aus Kef Kalesi

Kef Kalesi (urartäisch: Ḫaldiei URU Ziuqinui) ist eine urartäische Festung bei Adilcevaz, die unter Rusa II. erbaut wurde.

## Ausgrabungen
Sie wurde von Charles Burney in seinem Survey des Vanseegebietes beschrieben und mit Vorbehalten mit Sargons Qallania identifiziert. Ausgrabungen fanden durch Emin Bilgiç und Baki Öğün in den 1950er Jahren statt. Die Ausgrabungsstätte liegt rund 6 km nördlich von Adilcevaz auf einer Felsenklippe in rund 2200 m Höhe.
Massive Säulenbasen aus Basalt sind noch heute gut sichtbar. Große Mengen verbrannter Lehmziegel deuten auf das gewaltsame Ende der Befestigung hin. Unter den Funden befindet sich auch die Lehmfigur eines abkallu, die Parallelen in Mesopotamien und Karmir Blur hat.

## Umgebung
Weitere urartäische Reste stammen von Kefirkalesi in Adilcevaz selber, aus einer Schule vor Ort und von einer Mauer, die von der Straße nach Ahlat aus in den See verläuft. Sie weisen auf die Bedeutung des Ortes in urartäischer Zeit. Die von Hulin publizierte Inschrift erwähnt Rusa, Sohn des Argisti.
Auf dem im Südwesten gegenüberliegenden Hügel sind noch Reste des armenischen Klosters Skantselorgivank („Kloster der Wunder“) erhalten. Die Existenz des Klosters ist seit dem 9. Jahrhundert gesichert, spätestens seit dem 14. Jahrhundert war es für seine wundersamen Heilkräfte bekannt. Die in ihrer erhaltenen Struktur aus der Mitte des 17. Jahrhunderts stammende Kirche gehört zum Typus der rechteckig ummantelten Kreuzkuppelkirchen mit zwei freistehenden Säulen auf der Westseite. Dieser seltene Typus wurde im 7. Jahrhundert in den armenischen Kirchenbau eingeführt. Vor der Westseite ist ein quadratischer Gawit angebaut.